# Colonia Miguel Hidalgo, Veracruz
Colonia Miguel Hidalgo är en ort i Mexiko.   Den ligger i kommunen Playa Vicente och delstaten Veracruz, i den sydöstra delen av landet, 400 km sydost om huvudstaden Mexico City. Colonia Miguel Hidalgo ligger 59 meter över havet och antalet invånare är 234.
Terrängen runt Colonia Miguel Hidalgo är platt, och sluttar norrut. Runt Colonia Miguel Hidalgo är det ganska glesbefolkat, med 24 invånare per kvadratkilometer. Närmaste större samhälle är Playa Vicente, 1,9 km nordost om Colonia Miguel Hidalgo. Omgivningarna runt Colonia Miguel Hidalgo är en mosaik av jordbruksmark och naturlig växtlighet.